# Liste der Kulturdenkmäler in Illerich
In der Liste der Kulturdenkmäler in Illerich sind alle Kulturdenkmäler der rheinland-pfälzischen Ortsgemeinde Illerich aufgeführt. Grundlage ist die Denkmalliste des Landes Rheinland-Pfalz (Stand: 21. September 2023).

## Einzeldenkmäler
| Bezeichnung                         | Lage                                    | Baujahr         | Beschreibung                                                                   | Bild                                    |
| ----------------------------------- | --------------------------------------- | --------------- | ------------------------------------------------------------------------------ | --------------------------------------- |
| Brunnen                             | Friedhofstraße Lage                     | 19. Jahrhundert | Brunnen, 19. Jahrhundert (?)                                                   | Fotos hochladen                         |
| Grenzsteine                         | Friedhofstraße                          | ab 1775         | Ansammlung von 23 Grenzsteinen, unter anderem von 1775                         | weitere Bilder Fotos hochladen          |
| Kreuz                               | Im Wiesenweg, auf dem Friedhof Lage     | 1860            | Kreuz, neugotisch, bezeichnet 1860                                             | weitere Bilder Fotos hochladen          |
| Katholische Pfarrkirche St. Vinzenz | Kirchstraße 2 Lage                      | 1896/97         | neugotische Stufenhalle, 1896/97, Architekt Lambert von Fisenne, Gelsenkirchen | weitere Bilder Fotos hochladen          |
| Wegekapelle                         | nordwestlich des Ortes an der K 24 Lage | 19. Jahrhundert | Wegekapelle, 19. Jahrhundert                                                   | weitere Bilder Fotos hochladen          |
| Wegekreuz                           | östlich des Ortes an der K 24           | 17. Jahrhundert | Nischenkreuz, Basalt, 17. Jahrhundert                                          | Direkt Bild zu diesem Denkmal hochladen |
| Wegekreuz                           | südlich des Ortes an der L 107 Lage     | 1686            | Wegekreuz, Basalt, bezeichnet 1686                                             | weitere Bilder Fotos hochladen          |